# 箸別駅
箸別駅（はしべつえき）は、北海道（留萌振興局）増毛郡増毛町大字増毛村字箸別にあった北海道旅客鉄道（JR北海道）留萌本線の駅（廃駅）である。電報略号はハヘ。
また最終の留萌行き1本は当駅を通過していた。

## 歴史

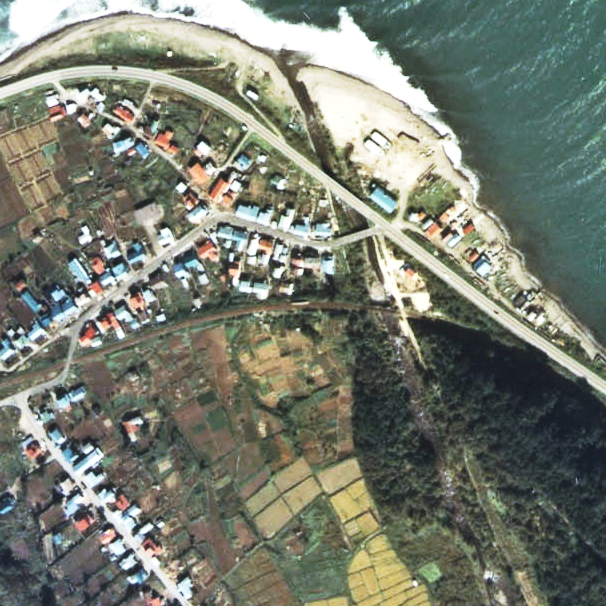
1977年の箸別仮乗降場と周囲約500m範囲。左が増毛方面。

- 1963年（昭和38年）12月1日：日本国有鉄道留萠本線の舎熊駅 - 増毛駅間に箸別仮乗降場（局設定）として新設開業[1]。旅客のみ取扱い。
- 1987年（昭和62年）4月1日：国鉄分割民営化によりJR北海道に継承。同時に駅に昇格。箸別駅となる[1]。
- 1990年（平成2年）3月10日：営業キロ設定。
- 2016年（平成28年）12月5日：留萌駅 - 増毛駅間の廃止に伴い、廃駅となる[2]。

### 駅名の由来
当駅の所在する地名より。アイヌ語の「パシペッ（pas-pet）」〔炭・川〕、あるいは「ハシペッ」〔柴木・川〕の転訛などの説が考えられているが、諸説あり特定しがたいとされる。

## 駅構造
単式ホーム1面1線を有した地上駅。ホームは線路の北側（増毛方面に向かって右手側）に存在した。転轍機を持たない棒線駅となっていた。
仮乗降場に出自を持つ開業時からの無人駅で駅舎はなかったが、ホーム東側出入口附近に待合所を有した。阿分駅および朱文別駅と外観は同型の建物だったが、内部は他の2駅とは異なりコンクリート仕上げであった。トイレはなかった。ホームは木製デッキ式で、深川方にスロープを有し駅施設外に連絡していた。

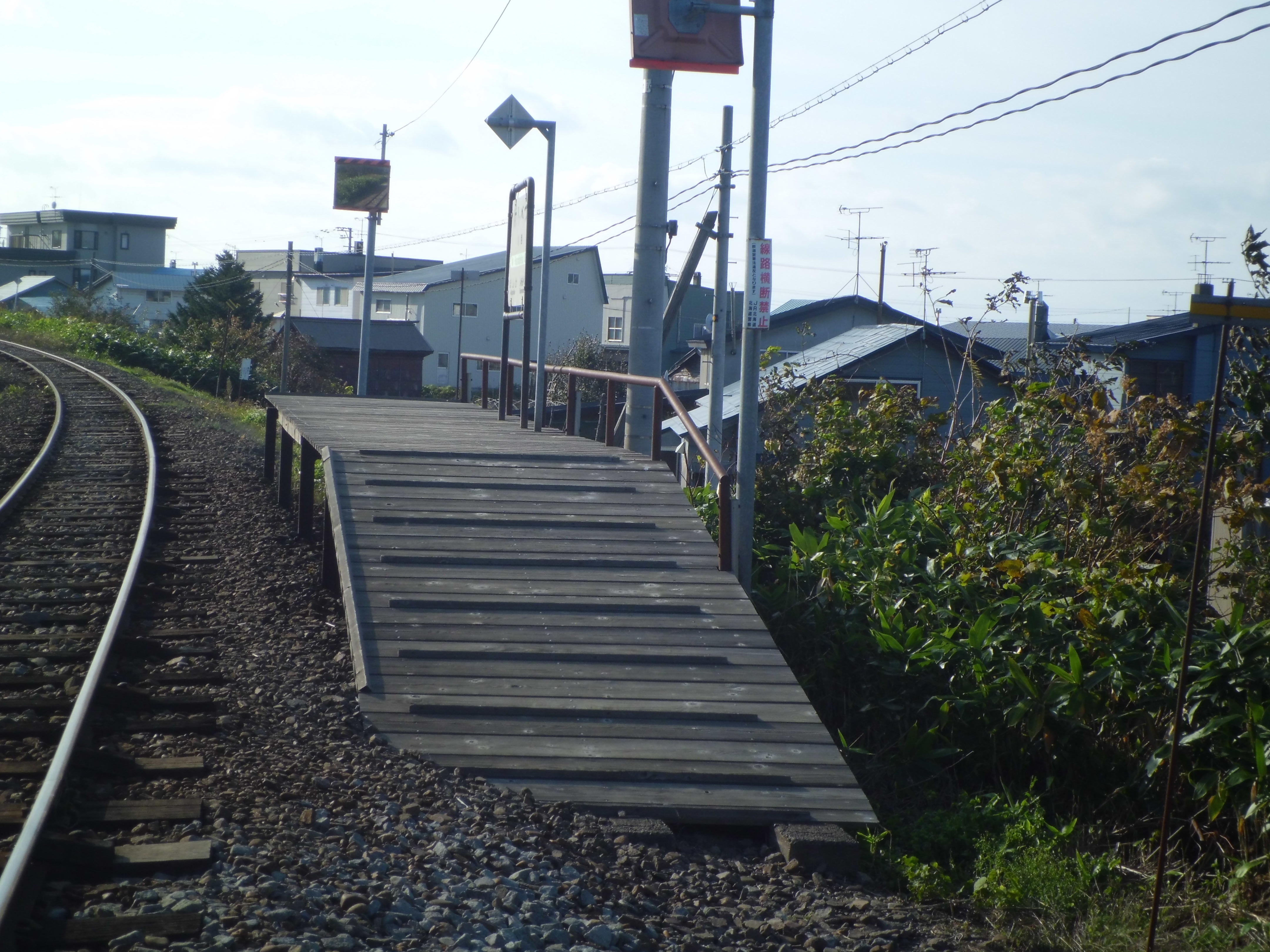
ホーム（2016年10月）
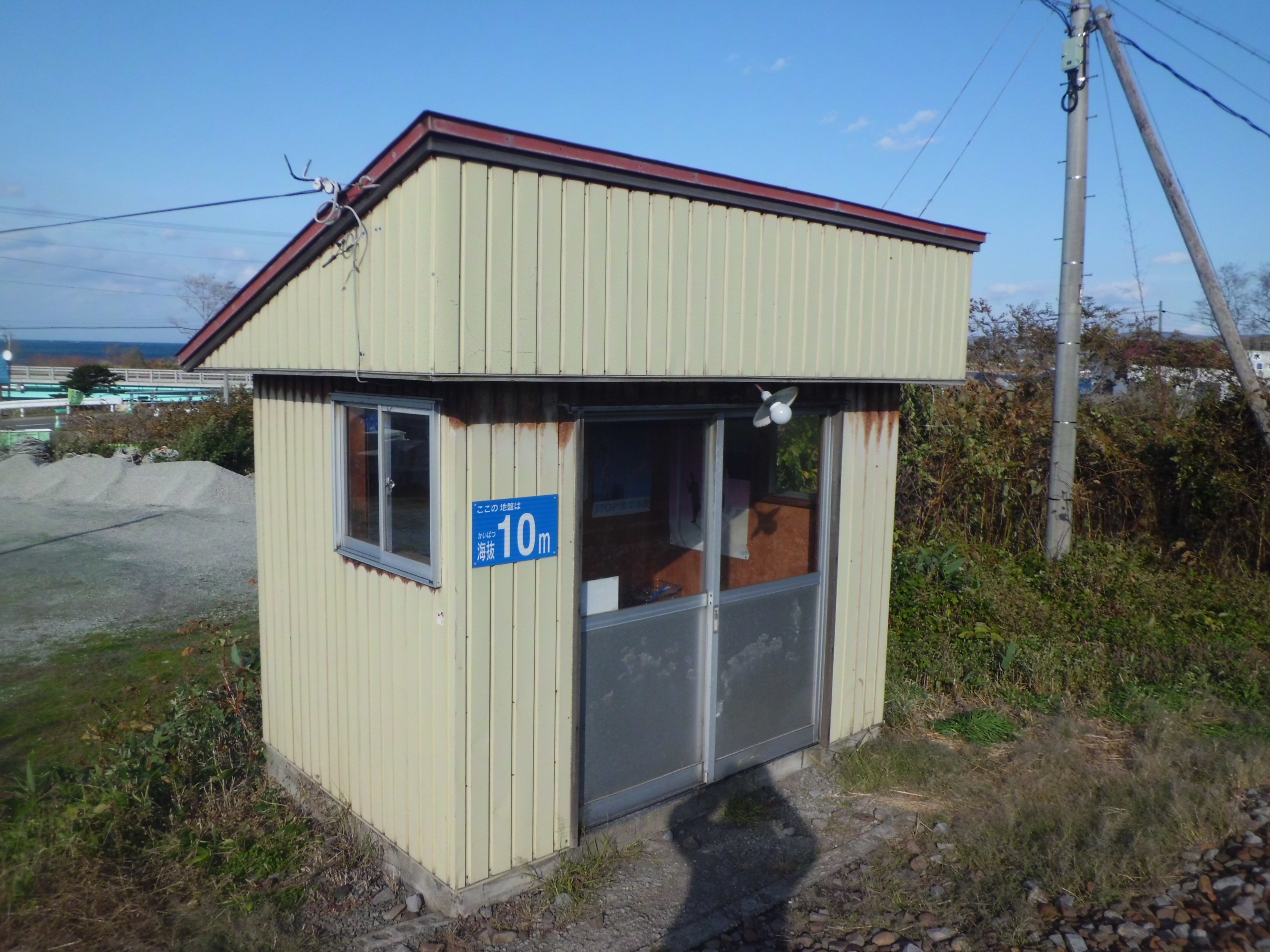
待合室（2016年10月）
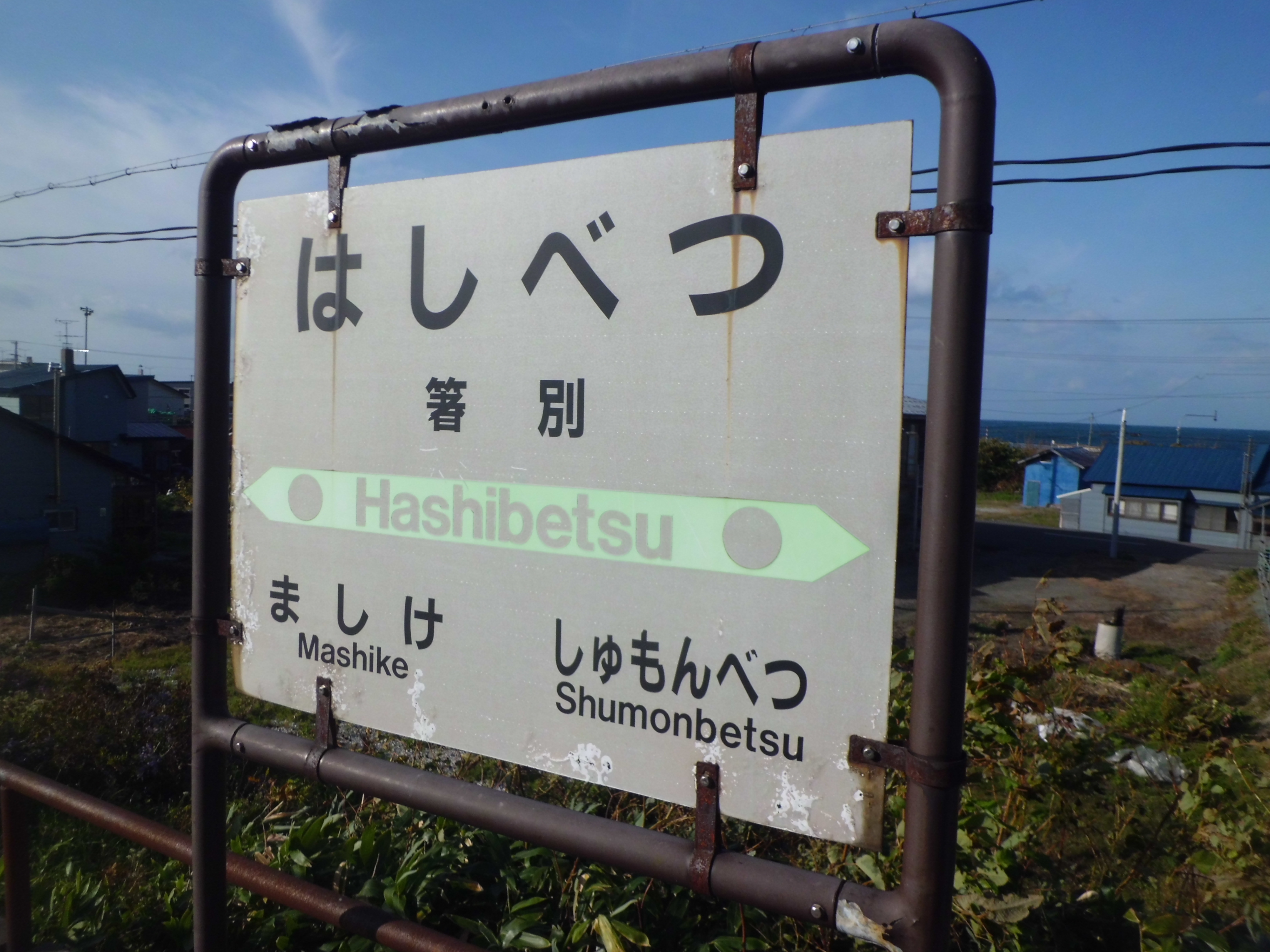
駅名標（2016年10月）

## 利用状況
- 1992年度（平成4年度）の1日乗降客数は16人[5]。
- 2011年（平成23年）- 2015年（平成27年）の11月の調査日に実施された、乗降人員調査の平均は「1名以下」[8]。

## 駅周辺
漁港の集落がある。駅は国道から分岐した旧国道の狭い道から民家の間の狭い路地を抜けた畑の向こうの築堤上に位置し、枕木を使用した階段を昇ったところにあった。
- 国道231号（日本海オロロンライン）
- 箸別簡易郵便局
- 暑寒別岳登山箸別ルート入口[7]
- 箸別川[7]
- 沿岸バス「第一箸別」停留所

## 駅跡
待合所・ホームともに解体され、藪となっている。道路と駅の間にあった広場はホタテガイ養殖業者の資材置き場に転用されており立ち入り禁止とされ、駅跡に近づくことはできなくなっている。
2017年11月時点で残存している駅設備としては、ホームと広場を連絡していた階段があるほか、駅跡に隣接する旧箸別川橋梁も、両端に「立ち入り禁止」と記された柵が立てられただけで存置されている（2019年9月時点で、橋桁は解体され橋台のみが残る）。
また、旧駅舎と見られる建物が朽ちながらも既存している。

## 隣の駅
北海道旅客鉄道（JR北海道）
留萌本線
朱文別駅 - 箸別駅 - 増毛駅